# Jozef van Caloen
Jozef van Caloen (Brugge, 13 januari 1737 - 10 oktober 1807) was burgemeester van Brugge.

## Familie
Jozef Jan van Caloen behoorde tot de adellijke familie Van Caloen. Hij was de jongste zoon van Cornelius van Caloen (1685-1757) en Maria Josepha Nieulant (1703-1780).
Zelf trouwde hij in 1775 met de twintig jaar jongere Isabella Theresia Boudins (1757-1781). Ze gaf hem vier kinderen en stierf toen ze vierentwintig was. Langs hun zoon Joseph van Caloen, kregen ze een talrijk nageslacht.
Hij bleef weduwnaar. De jonge kinderen werden opgepast door hun grootmoeder, de douairière Boudens, die maar zeven jaar ouder was dan zijn zoon Joseph. Ze woonden in een groot herenhuis in de Vlamingstraat.

## Loopbaan
Van Caloen was in zijn jonge jaren luitenant in het regiment de Ligne. Na zijn huwelijk begon hij aan een ambtelijke loopbaan in de leidende instanties van het Brugse Vrije. Hij werd er schepen en was burgemeester van 1788 tot 1791. Tegelijk was hij afgevaardigde van het Vrije in de Staten van Vlaanderen.
In januari 1792 ging de Oostenrijkse overheid over tot het vernieuwen van de lokale besturen. Voor Jozef van Caloen betekende dit de wat ongewone overstap van het bestuur van het Brugse Vrije naar dat van de stad Brugge. Hij werd er meteen burgemeester van de schepenen.
In november van dat jaar werd de stad ingenomen door de Fransen en Van Caloen verdween in de anonimiteit. Omdat een moordaanslag werd gepleegd op een Franse soldaat, werd hij door de terugtrekkende sansculotten als gijzelaar meegenomen, samen met raadpensionaris Jean-Robert O'Donnoghue. Zij werden in verschillende gevangenissen opgesloten van maart tot september 1793, in Rijsel en Doulens. Pas begin oktober waren ze weer vrij.
Weinige maanden later, in juni 1794 waren de Oostenrijkse Nederlanden opnieuw door Frankrijk ingepalmd. Het trauma van de gevangenis maakte dat Jozef van Caloen zich ver van alle publieke activiteit hield. In 1799 verloor hij zijn zoon Pieter Antoon van Caloen (1778-1799) die Franse militaire dienst verrichtte in de Elzas en bezweek aan de tyfus.
Stilaan verzoende hij zich met het Frans regime. In 1803 aanvaardde hij het voorzitterschap van de algemene raad van het Leiedepartement. In dat jaar bezocht Bonaparte de stad Brugge en van Caloen zat mee aan bij het officiële diner. Het jaar daarop reisde hij met de delegatie mee van het Leiedepartement naar Parijs om er de keizerskroning bij te wonen.